# Lone Yalçınkaya
İsminur Lone Yalçınkaya (født 6. august 1967 som İsminur Demirezen) er en tyrkiskfødt dansk byrådspolitiker (Gladsaxe), EU-kandidat (2004) og folketingskandidat (2007) for partiet Venstre, og tidligere midlertidigt medlem af Folketinget og kandidat til Europa-Parlamentsvalget 1999 for Centrum-Demokraterne.
Lone Yalçınkaya kom til Danmark i 1977, og i 2000 kom hun som den første indvandrerkvinde i Folketinget som suppleant for Mimi Jakobsen. Lone Yalçınkaya har tidligere arbejdet som informationschef, tolk, salgschef og frem til oktober 2007 som marketingchef. Siden har hun været beskæftiget som notar og sagsbehandler. Hendes mærkesager inkluderer især velfærdssamfundet, social- og sundhedssektoren.
Da hun i efteråret 2001 afløste Mimi Jakobsen for CD, oplevede hun dødstrusler pga. hendes kritik af Pia Kjærsgaard. I starten af november 2007 udtrykte Lone Yalçınkaya ubehaget ved at blive chikaneret af andre muslimske indvandrere, når muslimske kvinder stillede op især for et borgerligt parti. "Vi bliver chikaneret af flygtninge og indvandrere, fordi vi selv har muslimsk baggrund og samtidig stiller op for et borgerligt parti." og "Tit er der nogen, der bliver meget personlige i deres verbale angreb på mig, fordi jeg er kvinde og muslim og samtidig stiller op til valget og siger min mening. Og så fordi jeg er borgerlig. De siger, jeg er en forræder". Hendes politiske kollega også i Venstre, Fatma Øktem, oplevede også truende adfærd til vælgermøderne. I forbindelse med sit danske navn oplevede hun også chikane ved offentlige foredrag fra muslimske mænd, som hun tilkendegav, havde svært ved at acceptere nytænkning, idet de havde svært ved at give slip på deres baggrund og derfor reagerer overfor især kvinder, som forsøger at integrere sig.
Lone Yalçınkaya var også en af bidragsyderne til bøgerne "Dansk uden tårer – uden indvandring intet velfærd"  og "Kvinder bryder grænser – 10 kvinder fortæller, Ligestilling og arbejdsmarked i EU".
I kommunalvalgene november 2009, 2013, 2017 og 2021 genopstillede hun til byrådsvalget i Gladsaxe og blev genvalgt, senest med 347 personlige stemmer.
Hun blev i 2021 tildelt Ridderkorset.